# Yohan Flande
Yohan Carlos Flande Concepción (né le 27 janvier 1986 à El Seibo, République dominicaine) est un lanceur gaucher des Ligues majeures de baseball qui a joué avec les Rockies du Colorado de 2014 à 2016.

## Carrière
Yohan Flande signe son premier contrat professionnel en 2004 avec les Phillies de Philadelphie. En juillet 2009, il joue le match des étoiles du futur, présenté cette année-là à Saint-Louis. En décembre 2010, alors qu'il évolue toujours en ligues mineures, Flande est libéré par Philadelphie et rejoint les Braves d'Atlanta. Il devient agent libre après 3 saisons en ligues mineures avec des clubs affiliés aux Braves. Il amorce la saison 2014 avec les Sky Sox de Colorado Springs, le club-école des Rockies du Colorado.
Le 25 juin 2014, à l'âge de 28 ans, Yohan Flande fait ses débuts dans le baseball majeur comme lanceur partant des Rockies du Colorado. Il accorde 4 points aux Cardinals de Saint-Louis en 5 manches lancées et n'est pas impliqué dans la décision. À son départ suivant le 1er juillet, il accorde 3 points en 5 manches et un tiers mais, malgré une performance jugée satisfaisante, encaisse une défaite face aux Nationals de Washington.